# سورامین
سورامین (به انگلیسی: Suramin) دارویی است که برای درمان بیماری خواب آفریقایی و کوری رودخانه استفاده می‌شود. این روش درمانی برای بیماران دچار بیماری خواب بدون درگیری سیستم عصبی مرکزی گزینه مناسبی است این دارو به صورت تزریق داخل وریدی تجویز می‌شود.
سورامین باعث ایجاد عوارض جانبی نسبتاً کمی می‌شود. عوارض جانبی شایع شامل حالت تهوع، استفراغ، اسهال، سردرد، گزگز پوست و احساس ضعف است. همچنین ممکن است درد کف دست و کف پا، مشکل در بینایی، تب و درد شکم نیز رخ دهد. عوارض جانبی شدید ممکن است شامل فشار خون پایین، کاهش سطح هوشیاری، مشکلات کلیوی و سیتوپنی باشد. ایمن بودن این دارو در دوران شیردهی هنوز مشخص نیست.
سورامین حداقل در اوایل سال ۱۹۱۶ ساخته شده‌است. این دارو در فهرست داروهای ضروری سازمان بهداشت جهانی، ایمن‌ترین و موثرترین داروهای مورد نیاز در یک سیستم بهداشتی، قرار دارد. در ایالات متحده می‌توان آن را از مراکز کنترل و پیشگیری بیماری (CDC) خریداری کرد. هزینه دارو برای یک دوره درمان حدود ۲۷ دلار آمریکا است. در مناطقی از جهان که بیماری خواب و کوری رودخانه شایع است، سورامین به‌طور رایگان توسط سازمان بهداشت جهانی (WHO) ارائه می‌شود.

## مطالعه بیشتر
- Zhang YL, Keng YF, Zhao Y, Wu L, Zhang ZY (May 1998). "Suramin is an active site-directed, reversible, and tight-binding inhibitor of protein-tyrosine phosphatases". J. Biol. Chem. 273 (20): 12281–7. doi:10.1074/jbc.273.20.12281. PMID 9575179.